# Wilfried Voigt (Politiker)
Wilfried Voigt (* 23. Juni 1949 in Flintbek) ist ein deutscher Politiker (Bündnis 90/Die Grünen).
Voigt besuchte die Grund- und Realschule Flintbek und das Gymnasium Wellingdorf, wo er 1969 sein Abitur machte. Er studierte Agrarwissenschaften an der Universität Kiel und erreichte das Diplom. Von 1975 bis 1996 war er Berufsberater für Abiturienten und Hochschüler beim Arbeitsamt Kiel.
Nach Mitgliedschaft im KBW und Aktivitäten in der Anti-Atomkraft-Bewegung wurde Voigt 1983 Mitglied der Grünen, bei denen er Kreisvorstandsmitglied in Kiel war. Von 1986 bis 1996 war er Mitglied der Ratsversammlung der Landeshauptstadt Kiel und dort mehrere Jahre lang Fraktionsvorsitzender der Grünen sowie stellvertretender Fraktionsvorsitzender. 1996 wurde er in den Landtag von Schleswig-Holstein gewählt, legte sein Mandat aber schon am 4. Juni 1996 nieder, da er zum Energiestaatssekretär im Ministerium für Finanzen und Energie, seit 2003 im Ministerium für Wirtschaft, Arbeit und Verkehr ernannt wurde. Dieses Amt hatte er bis 2005 inne.